# Palcewo (rejon rudniański)
Palcewo (ros. Пальцево) – wieś (ros. деревня, trb. dieriewnia) w zachodniej Rosji, w osiedlu wiejskim Czistikowskoje rejonu rudniańskiego w obwodzie smoleńskim.

## Geografia
Miejscowość położona jest 4,5 km od przystanku kolejowego Lelekwinskaja, 0,5 km od drogi federalnej R120 (Orzeł – Briańsk – Smoleńsk – granica z Białorusią), 21,5 km od centrum administracyjnego osiedla wiejskiego (Czistik), 27,4 km od centrum administracyjnego rejonu (Rudnia), 38 km od Smoleńska.
W granicach miejscowości znajduje się ulica Cwietocznaja (12 posesji).

## Demografia
W 2010 r. miejscowość zamieszkiwało 13 osób.

## Historia
W czasie II wojny światowej od lipca 1941 roku wieś była okupowana przez hitlerowców. Wyzwolenie nastąpiło w październiku 1943 roku.
Uchwałą z dnia 20 grudnia 2018 roku w skład jednostki administracyjnej Czistikowskoje weszły wszystkie miejscowości (w tym Palcewo) zlikwidowanego osiedla wiejskiego Smoligowskoje.